# Cameronella eucalypti
Cameronella eucalypti är en stekelart som först beskrevs av Girault 1917.  Cameronella eucalypti ingår i släktet Cameronella och familjen puppglanssteklar. Inga underarter finns listade.